# Зимин, Евгений Александрович
Евге́ний Алекса́ндрович Зи́мин (род. 2 мая 1991 года, Таганрог, СССР) — российский пловец-паралимпиец. Двукратный призёр летних Паралимпйских игр, заслуженный мастер спорта России по плаванию среди спортсменов с поражением опорно-двигательного аппарата.

## Биография
Евгений Зимин родился 2 мая 1991 года в Таганроге. В 7 лет родители Евгения отвели его в секцию плавания. С 2008 года — член паралимпийской сборной России по плаванию. На Паралимпиаде 2008 в Пекине занял 14 место на дистанции 100 метров баттерфляем. На Паралимпиаде 2012 в Лондоне выиграл золото в брассе 100 м, серебро и бронзу в эстафетах. Вскоре после Паралимпиады был награждён медалью ордена «За заслуги перед Отечеством» II степени, а также ему было присвоено звание заслуженный мастер спорта России.

## Награды
- Медаль ордена «За заслуги перед Отечеством» II степени (10 сентября 2012 года) — за большой вклад в развитие физической культуры и спорта, высокие спортивные достижения на XIV Паралимпийских летних играх 2012 года в городе Лондоне (Великобритания)[1].
- Заслуженный мастер спорта России (2012).